# Utilizare cinstită
În legea dreptului de autor din Statele Unite ale Americii, noțiunea de utilizare cinstită (în engleză fair use) se referă la posibilitatea de a folosi, în anumite condiții, materiale protejate de această lege, fără să fie necesară obținerea unei permisiuni din partea titularului drepturilor de autor. Prevederi similare apar și în legislațiile altor țări.
În legislația americană pentru a evalua dacă utilizarea unui material protejat constituie utilizare cinstită sau nu, se au în vedere următorii patru factori:
1. scopul și natura utilizării, de exemplu dacă este o utilizare comercială sau dacă se face în scopuri educaționale, fără profit;
2. natura materialului protejat de drepturile de autor;
3. cantitatea și însemnătatea porțiunii utilizate în raport cu întreaga lucrare protejată;
4. efectul utilizării asupra pieței potențiale a lucrării protejate sau asupra valorii acesteia.

Clubul Român de Presă consideră că, în absența unui acord încheiat cu deținătorul drepturilor, materialele de presă pot fi preluate, obligatoriu cu citarea sursei, în limita a 500 de semne, dar fără a depăși jumătate din respectivul material.